# Mongolomintho longipes
Mongolomintho longipes là một loài ruồi trong họ Tachinidae.